# Claodicus
Claodicus était un co-chef des Cimbres pendant la guerre des Cimbres lors de laquelle les Cimbres remportèrent la bataille d'Arausio contre les Romains en 105 av. J.C..  Il a été capturé avec Gaesorix à la bataille de Vercellae en 101 av. J.C.. Les autres chefs cimbres, Boiorix et Lugius, ont été tués lors de la bataille .